# Otis (Wrestler)
Otis (* 21. Dezember 1991 in Duluth, Minnesota) ist ein amerikanischer Wrestler. Er steht derzeit bei der WWE unter Vertrag und tritt regelmäßig in deren Show Raw auf. Sein bislang größter Erfolg ist der Erhalt der Raw Tag Team Championship.

## Wrestling-Karriere

### Erste Anfänge (2015–2016)
Im Jahr 2015 absolvierte Bogojevic eine Ausbildung zum professionellen Wrestler an der Mercury Pro Wrestling Academy. Er rang unter dem Ringnamen Dozer für mehrere regionale Promotionen in Colorado und Utah, darunter Ultra Championship Wrestling-Zero und New Revolution Wrestling, wo er die NRW Charged Championship gewann.

### World Wrestling Entertainment (seit 2016)
Am 12. April 2016 unterzeichnete Bogojevic einen Vertrag bei der WWE und begann sein Training im WWE Performance Center. Er gab sein Debüt bei einer NXT Houseshow am 8. Juli 2016.
Während dieser Zeit bildete er mit Tucker Knight ein Tag Team, das sich Heavy Machinery nannte. Im Oktober, als er in Otis Dozovic umbenannt wurde, nahm das Duo am Dusty Rhodes Tag Team Classic-Turnier teil. Sie gaben ihr Fernsehdebüt in der Folge von NXT vom 19. Oktober und verloren gegen das Team Austin Aries und Roderick Strong. In der Folge von NXT vom 12. Juli forderte Heavy Machinery The Authors of Pain erfolglos für die NXT Tag Team Championship heraus. Im März 2018 nahm Heavy Machinery erneut am Dusty Rhodes Tag Team Classic-Turnier teil, wurde jedoch in der ersten Runde von The Street Profits Angelo Dawkins und Montez Ford eliminiert.
Heavy Machinery debütierten am 14. Januar 2019 in der Folge von Raw und unterbrachen ein Interview zwischen Alexa Bliss und Paul Heyman. In der folgenden Woche auf Raw besiegten sie The Ascension Konnor und Viktor bei ihrem In-Ring-Debüt. Im Rahmen des Superstar Shake-Ups wurde Heavy Machinery zu SmackDown gedraftet. Bei Stomping Grounds am 23. Juni 2019 standen Heavy Machinery Daniel Bryan und Rowan für die WWE SmackDown Tag Team Championship gegenüber, die Titel konnten sie nicht gewinnen.
Bis Ende 2019 ging Otis mit Mandy Rose eine Romanze ein. Beim Money in the Bank Pay-Per-View gewann Otis das Money in the Bank Match. Den Contract hierfür verlor er am 25. Oktober 2020 bei WWE Hell In A Cell gegen The Miz. Am 1. Oktober 2021 wurde er beim WWE Draft zu Raw gedraftet. Am 10. Januar 2022 gewann er zusammen mit Chad Gable die Raw Tag Team Championship. Hierfür besiegten sie Randy Orton und Riddle. Die Regentschaft hielt 56 Tage. Sie verloren die Titel am 7. März 2022 an Randy Orton und Riddle.

## Titel und Auszeichnungen
- World Wrestling Entertainment
  - SmackDown Money in the Bank (2020)
  - WWE Raw Tag Team Championship (1× mit Chad Gable)

- New Revolution Wrestling
  - NRW Charged Championship (1×)

- Pro Wrestling Illustrated
  - Nummer 179 der Top 500 Wrestler in der PWI 500 im Jahr 2019
  - Nummer 69 der Top 500 Wrestler in der PWI 500 im Jahr 2020
  - Rookie of the Year (2017)